# اتا شکارچی
اِتا شکارچی یک ستاره چندگانه در صورت فلکی شکارچی است. این ستاره کمی در سمت باختری کمربند شکارچی و میان دلتا شکارچی و رجل الجبار قرار دارد و به دلتا شکارچی نزدیک‌تر است تا به رجل الجبار. فاصلهٔ آن از زمین در حدود هزار سال نوری برآورد شده و بخشی از انجمن اُریون OB1 به‌شمار می‌رود.

## نامگذاری
«اتا شکارچی» که در لاتین‌نویسی از یونانی به شکل η Orionis نوشته می‌شود، نام‌گذاری بایر این ستاره است. این ستاره در گذشته نام سنتی عربی «سیف‌الجبار» به‌معنی «شمشیر غول» را داشته است، اما امروزه این نام برای ستارهٔ دیگری به کار می‌رود، یعنی سَیف‌الجبار (کاپا شکارچی). این ستاره گاهی با نام لاتینی «اِنسیس» و گاه نیز با نام «الجبه» شناخته شده است.

## سامانه
ستارهٔ اتا شکارچی در چندین فهرست ستارگان چندگانه، به‌عنوان یک سامانه دارای دو همدم ثبت شده است: مؤلفهٔ درخشان B که کمتر از ۲ ثانیهٔ قوسی فاصله دارد، و مؤلفهٔ کم‌نور C که حدود ۲ دقیقهٔ قوسی دورتر است. برآورد می‌شود که این دو، مداری با دورهٔ تناوب حدود ۱۸۰۰ سال داشته باشند.
ستارهٔ اصلی، اتا شکارچی A، خود یک ستاره سه‌تایی طیف‌نگاشتی است که از روی چندین خط طیفی با سرعت شعاعی متغیر شناخته شده است. دورترین مؤلفهٔ این سه‌تایی، Ac، با استفاده از دانه‌بینی تداخل‌سنجی و با جدایی زاویه‌ای حدود ۰٫۰۴ ثانیهٔ قوسی آشکارسازی شده و با دورهٔ ۹٫۴ سال به دور دو ستارهٔ دیگر می‌گردد. دو ستارهٔ نزدیک‌تر، Aa و Ab، تنها حدود یک‌دهم یکای نجومی از هم فاصله دارند و مدارشان کمتر از هشت روز طول می‌کشد.
این سامانه درون انجمن اُریون OB1 قرار دارد، که گروهی از ستارگان پرجرم شامل بیشتر ستارگان درخشان صورت فلکی شکارچی است. اتا شکارچی به قدیمی‌ترین و نزدیک‌ترین بخش این انجمن، موسوم به OB1a، نسبت داده شده است.

## متغیر بودن

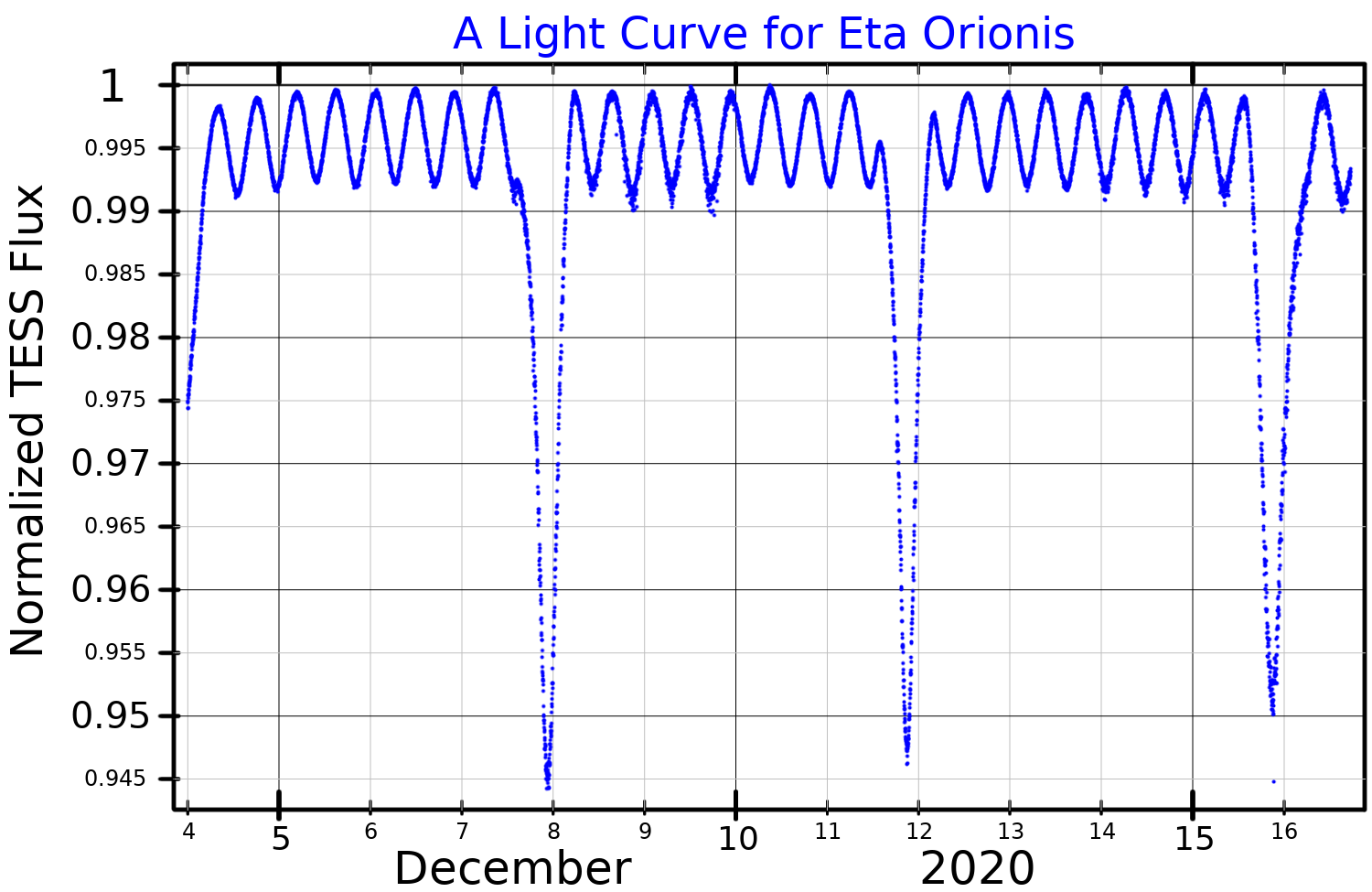
یک منحنی نور برای اتا شکارچی، ترسیم‌شده از داده‌های تس، که هم گرفت‌ها و هم تغییرات نوری با دورهٔ ۰٫۴۳۲ روز را نشان می‌دهد.

اتا شکارچی هر چهار روز یک بار، از قدر ظاهری ترکیبی ۳٫۳۱ به حدود قدر ۳٫۶ کاهش روشنایی می‌دهد. این کاهش به دلیل گرفت میان دو مؤلفهٔ نزدیک‌تر Aa و Ab رخ می‌دهد. عمق گرفت‌های اولیه و ثانویه تقریباً مشابه است: به‌ترتیب ۰٫۲۴ و ۰٫۲۳ قدر.

همچنین پیشنهاد شده که مؤلفهٔ Ab ذاتاً با دورهٔ ۰٫۳ روز و با دامنهٔ بسیار اندک متغیر باشد. این ستاره خطوط طیفی متغیر غیرمعمولی دارد و در نوار ناپایداری متغیرهای بتا قیفاووسی قرار گرفته است. با این حال، اکنون گمان می‌رود که مؤلفهٔ متغیر، یا B و Ac باشند، احتمالاً به دلیل وجود یک همدم نادیدنی یا دگرگونی‌های چرخشی. دورهٔ واقعی ۰٫۴۳۲ روز است و دورهٔ ۰٫۳ روز یک تداخل‌نما بوده است.